# إدواردو كيسي
إدواردو كيسي (بالإسبانية: Eduardo Casey)‏ هو شخصية أعمال أرجنتيني، ولد في 20 أبريل 1847 في لوبوس في الأرجنتين، وتوفي في 1906 في بوينس آيرس في الأرجنتين.